# Arzachena Costa Smeralda Calcio 2017-2018
Questa voce raccoglie le informazioni riguardanti l'Arzachena Costa Smeralda Calcio nelle competizioni ufficiali della stagione 2017-2018.

## Stagione
La prima partita ufficiale è il 6 agosto in trasferta contro l'Olbia, in occasione della fase a gironi della Coppa Italia Serie C. La partita finisce 2-1 per i padroni di casa, per l'Arzachena gol di Lisai. L'esordio assoluto tra i professionisti in Serie C è il 27 agosto, nella trasferta contro l'Arezzo: la partita si conclude con il sorprendente risultato di 3-2 per gli smeraldini, a segno Sbardella, Sanna e Lisai. Nei due successivi incontri, l'Arzachena cade in casa, al Nespoli di Olbia, con la Viterbese (1-3) e poi perde anche a Siena, sconfitta beffarda per 3-2 con i padroni di casa che sono andati in vantaggio a 15 secondi dalla fine del recupero.

## Divise e sponsor
Il fornitore ufficiale di materiale tecnico per la stagione 2017-2018 è Zeus Sport mentre gli sponsor ufficiali sono Mondialpol Service Group e Vigne Surrau (nel retro sotto il numero di maglia).
| Casa | Trasferta | Terza divisa |

## Rosa
| N. |                   | Ruolo | Calciatore                    |
| -- | ----------------- | ----- | ----------------------------- |
| 1  | Italia (bandiera) | P     | Marco Ruzittu                 |
| 2  | Italia (bandiera) | D     | Luca Ranucci                  |
| 3  | Italia (bandiera) | D     | Luca La Rosa                  |
| 4  | Italia (bandiera) | C     | Danilo Bonacquisti (capitano) |
| 5  | Italia (bandiera) | D     | Andrea Maestrelli             |
| 6  | Italia (bandiera) | D     | Danilo Piroli                 |
| 7  | Italia (bandiera) | C     | Marco Aiana                   |
| 8  | Italia (bandiera) | C     | Giuseppe Nuvoli               |
| 9  | Italia (bandiera) | A     | Michele Vano                  |
| 10 | Italia (bandiera) | A     | Alessio Curcio                |
| 11 | Italia (bandiera) | A     | Andrea Sanna                  |
| 12 | Italia (bandiera) | P     | Fabio Cancelli                |

| N. |                   | Ruolo | Calciatore         |
| -- | ----------------- | ----- | ------------------ |
| 13 | Italia (bandiera) | D     | Andrea Peana       |
| 14 | Italia (bandiera) | C     | Riccardo Casini    |
| 16 | Italia (bandiera) | A     | Matteo Bertoldi    |
| 17 | Italia (bandiera) | A     | Antonio Ferrara    |
| 18 | Italia (bandiera) | D     | Christian Arboleda |
| 19 | Italia (bandiera) | D     | Simone Sbardella   |
| 20 | Italia (bandiera) | C     | Melkamu Taufer     |
| 21 | Italia (bandiera) | C     | Giancarlo Lisai    |
| 22 | Italia (bandiera) | P     | Matteo Esposito    |
| 23 | Italia (bandiera) | D     | Marco Russu        |
| 24 | Italia (bandiera) | C     | Fabio Varricchio   |
| 25 | Italia (bandiera) | D     | Ivano Baldanzeddu  |

## Calciomercato

### Sessione estiva(dal 01/07 al 31/08)
| Acquisti | Acquisti           | Acquisti       | Acquisti   |
| R.       | Nome               | da             | Modalità   |
| -------- | ------------------ | -------------- | ---------- |
| P        | Simone Cancelli    | Caravaggio     | definitivo |
| D        | Danilo Piroli      | Ostiamare      | definitivo |
| D        | Luca Ranucci       | Flaminia       | definitivo |
| D        | Andrea Maestrelli  | Ternana        | prestito   |
| D        | Christian Arboleda | Perugia        | prestito   |
| D        | Giuseppe Gargiulo  | Frosinone      | prestito   |
| C        | Riccardo Casini    | Rieti          | definitivo |
| C        | Melkamu Taufer     | Inter          | prestito   |
| A        | Giancarlo Lisai    | Caratese       | definitivo |
| A        | Michele Vano       | Ostiamare      | definitivo |
| A        | Antonio Ferrara    | Sambenedettese | definitivo |
| A        | Matteo Bertoldi    | Cynthia        | definitivo |
| A        | Alessio Curcio     | Nuorese        | definitivo |

| Cessioni | Cessioni               | Cessioni    | Cessioni      |
| R.       | Nome                   | a           | Modalità      |
| -------- | ---------------------- | ----------- | ------------- |
| P        | Marco Aramu            | Samassi     | definitivo    |
| D        | Koen Brack             |             | svincolato    |
| D        | Alessandro Petrone     |             | svincolato    |
| D        | Francesco D'Alterio    |             | svincolato    |
| D        | Nicolas Mithra         |             | svincolato    |
| C        | Federico Mulas         |             | svincolato    |
| C        | Enrico Verachi         |             | svincolato    |
| C        | Raffaele Capezzuto     |             | svincolato    |
| C        | Matteo Salvini         |             | svincolato    |
| C        | Paolo Scano            |             | svincolato    |
| C        | Filippo Alfano         | Akragas     | fine prestito |
| C        | Riccardo Oggiano       | Cagliari    | fine prestito |
| A        | Alessandro Aloia       |             | svincolato    |
| A        | Roberto Orlandi        |             | svincolato    |
| A        | Alessandro Carpentieri |             | svincolato    |
| A        | Piotr Branicki         | Avezzano    | svincolato    |
| A        | Nicolò Sanna           | Latte Dolce | svincolato    |

## Risultati

### Serie C

#### Girone d'andata
| Arbitro: | Lorenzin (Castelfranco Veneto) |

|                        |           |                                   |
| Rinaldi 38’ D'Ursi 83’ | Marcatori | 16’ Sbardella 32’ Sanna 61’ Lisai |

| Arbitro: | Ricci (Firenze) |

|          |           |                                 |
| Vano 32’ | Marcatori | 24’ Baldassin 44’, 87’ Celiento |

| Arbitro: | Longo (Paola) |

|                                        |           |                      |
| Bulevardi 15’ Guberti 77’ Guerri 90+4’ | Marcatori | 52’ Sanna 72’ Curcio |

| Arbitro: | Maranesi (Ciampino) |

|                        |           |             |
| Curcio 58’ Sanna 90+5’ | Marcatori | 52’ Pesenti |

| Arbitro: | Fontani (Siena) |

|                                |           |                     |
| Morosini 12’ (rig.) Romero 68’ | Marcatori | 45+3’ (rig.) Curcio |

| Olbia 1 ottobre 2017 6ª giornata                  | Arzachena | 1 – 0 | Monza | Stadio Bruno Nespoli |
| \| \| \| \| \| Bonacquisti 87’ \| Marcatori \| \| |           |       |       |                      |
|                                                   |           |       |       |                      |
| Bonacquisti 87’                                   | Marcatori |       |       |                      |

| Pisa 4 ottobre 2017 7ª giornata               | Pisa      | 1 – 0 | Arzachena | Stadio Arena Garibaldi-Romeo Anconetani |
| \| \| \| \| \| Giannone 2’ \| Marcatori \| \| |           |       |           |                                         |
|                                               |           |       |           |                                         |
| Giannone 2’                                   | Marcatori |       |           |                                         |

| Grosseto 8 ottobre 2017 8ª giornata                                               | Gavorrano | 1 – 4                                 | Arzachena | Stadio Carlo Zecchini |
| \| \| \| \| \| Brega 18’ \| Marcatori \| 12’, 45+2’ Vano 26’ Taufer 61’ Curcio \| |           |                                       |           |                       |
|                                                                                   |           |                                       |           |                       |
| Brega 18’                                                                         | Marcatori | 12’, 45+2’ Vano 26’ Taufer 61’ Curcio |           |                       |

| Arzachena 15 ottobre 2017, ore 14:30 CEST 9ª giornata | Arzachena        | 0 – 0 referto | Alessandria | Stadio Biagio Pirina (284 spett.)\| Arbitro: \| Vigile (Cosenza) \| |
| Arbitro:                                              | Vigile (Cosenza) |               |             |                                                                     |

| Carrara 22 ottobre 2017 10ª giornata                        | Carrarese | 2 – 1     | Arzachena | Stadio dei Marmi |
| \| \| \| \| \| Biasci 64’, 66’ \| Marcatori \| 35’ Sanna \| |           |           |           |                  |
|                                                             |           |           |           |                  |
| Biasci 64’, 66’                                             | Marcatori | 35’ Sanna |           |                  |

| Olbia 29 ottobre 2017 11ª giornata                                          | Arzachena | 3 – 0 | Olbia | Stadio Bruno Nespoli |
| \| \| \| \| \| Sanna 25’ Curcio 45+2’ (rig.) La Rosa 58’ \| Marcatori \| \| |           |       |       |                      |
|                                                                             |           |       |       |                      |
| Sanna 25’ Curcio 45+2’ (rig.) La Rosa 58’                                   | Marcatori |       |       |                      |

| Cuneo 5 novembre 2017 12ª giornata             | Cuneo     | 0 – 1        | Arzachena | Stadio Fratelli Paschiero |
| \| \| \| \| \| \| Marcatori \| 66’ Bertoldi \| |           |              |           |                           |
|                                                |           |              |           |                           |
|                                                | Marcatori | 66’ Bertoldi |           |                           |

| 8 novembre 2017 Turno di riposo |  | – |  |  |

| Pontedera 12 novembre 2017 14ª giornata                                       | Prato     | 2 – 2               | Arzachena | Stadio Ettore Mannucci |
| \| \| \| \| \| Fantacci 60’ Liurni 84’ \| Marcatori \| 12’ Nuvoli 22’ Vano \| |           |                     |           |                        |
|                                                                               |           |                     |           |                        |
| Fantacci 60’ Liurni 84’                                                       | Marcatori | 12’ Nuvoli 22’ Vano |           |                        |

| Olbia 18 novembre 2017 15ª giornata                                   | Arzachena | 1 – 2                    | Lucchese | Stadio Bruno Nespoli |
| \| \| \| \| \| Curcio 15’ \| Marcatori \| 33’ (rig.), 83’ Fanucchi \| |           |                          |          |                      |
|                                                                       |           |                          |          |                      |
| Curcio 15’                                                            | Marcatori | 33’ (rig.), 83’ Fanucchi |          |                      |

| Olbia 26 novembre 2017 16ª giornata                    | Arzachena | 1 – 1       | Pistoiese | Stadio Bruno Nespoli |
| \| \| \| \| \| Vano 83’ \| Marcatori \| 62’ Minardi \| |           |             |           |                      |
|                                                        |           |             |           |                      |
| Vano 83’                                               | Marcatori | 62’ Minardi |           |                      |

| Livorno 3 dicembre 2017 17ª giornata                                    | Livorno   | 2 – 1     | Arzachena | Stadio Armando Picchi |
| \| \| \| \| \| Vantaggiato 20’ Doumbia 30’ \| Marcatori \| 59’Curcio \| |           |           |           |                       |
|                                                                         |           |           |           |                       |
| Vantaggiato 20’ Doumbia 30’                                             | Marcatori | 59’Curcio |           |                       |

| Arbitro: | Nicola Donda (Cormons) |

|  |           |                  |
|  | Marcatori | 65’ D'Alessandro |

| Arbitro: | Francesco Meraviglia (Pistoia) |

|                              |           |                    |
| Chiarello 27’ (36) Perna 65’ | Marcatori | 48’ Sanna 57’ Vano |

#### Girone di ritorno
| Arbitro: | Provesi (Treviglio) |

|                             |           |             |
| Sanna 42’ Curcio 56’ (rig.) | Marcatori | 38’ Rinaldi |

| Arbitro: | Marco Acanfora (Castellammare di Stabia) |

|                |           |  |
| Vandeputte 77’ | Marcatori |  |

| Arbitro: | Lorenzin (Castelfranco Veneto) |

|           |           |                           |
| Curcio 2’ | Marcatori | D'Ambrosio 31’ Neglia 43’ |

| 23ª giornata | Pontedera | – | Arzachena |  |

| Arbitro: | Clerico (Torino) |

|                                |           |  |
| Vanna 7’ Sanna 64’ La Rosa 88’ | Marcatori |  |

| 25ª giornata |  | – |  |  |

| 26ª giornata |  | – |  |  |

| 27ª giornata |  | – |  |  |

| Alessandria 3 aprile 2018, ore 14:30 CET 28ª giornata | Alessandria                | 0 – 0 referto | Arzachena | Stadio Giuseppe Moccagatta (1 778 spett.)\| Arbitro: \| Cascone (Nocera Inferiore) \| |
| Arbitro:                                              | Cascone (Nocera Inferiore) |               |           |                                                                                       |

| 29ª giornata |  | – |  |  |

| 30ª giornata |  | – |  |  |

| 31ª giornata |  | – |  |  |

| 32ª giornata |  | – |  |  |

| 33ª giornata |  | – |  |  |

| 34ª giornata |  | – |  |  |

| 35ª giornata |  | – |  |  |

| 36ª giornata |  | – |  |  |

| 37ª giornata |  | – |  |  |

| 38ª giornata |  | – |  |  |

### Coppa Italia Serie C

#### Fase a gironi
| Squadra             | P.ti | G | V | N | P | GF | GS | DR |
| ------------------- | ---- | - | - | - | - | -- | -- | -- |
| Viterbese Castrense | 3    | 1 | 1 | 0 | 0 | 3  | 0  | +3 |
| Olbia               | 3    | 1 | 1 | 0 | 0 | 2  | 1  | +1 |
| Arzachena           | 0    | 2 | 0 | 0 | 1 | 1  | 5  | -4 |

| Arbitro: | Moriconi (Roma 2) |

|                          |           |           |
| Ogunseye 33’ Ragatzu 65’ | Marcatori | 78’ Lisai |

| Arbitro: | Colombo (Como) |

|  |           |                                                 |
|  | Marcatori | 24’ (rig.) Vandeputte 45+2’ Bismark 77’ Tortori |

## Statistiche

### Statistiche di squadra
| Competizione         | Punti         | In casa | In casa | In casa | In casa | In casa | In casa | In trasferta | In trasferta | In trasferta | In trasferta | In trasferta | In trasferta | Totale | Totale | Totale | Totale | Totale | Totale | D.R. |
| Competizione         | Punti         | G       | V       | N       | P       | Gf      | Gs      | G            | V            | N            | P            | Gf           | Gs           | G      | V      | N      | P      | Gf     | Gs     | D.R. |
| -------------------- | ------------- | ------- | ------- | ------- | ------- | ------- | ------- | ------------ | ------------ | ------------ | ------------ | ------------ | ------------ | ------ | ------ | ------ | ------ | ------ | ------ | ---- |
| Serie C              | 39            | 18      | 6       | 5       | 7       | 25      | 24      | 18           | 4            | 4            | 10           | 24           | 29           | 36     | 10     | 9      | 17     | 49     | 53     | -4   |
| Coppa Italia Serie C | Fase a gironi | 1       | 0       | 0       | 1       | 0       | 3       | 1            | 0            | 0            | 1            | 1            | 2            | 2      | 0      | 0      | 2      | 1      | 5      | -4   |
| Totale               | 39            | 19      | 6       | 5       | 8       | 25      | 27      | 19           | 4            | 4            | 11           | 25           | 31           | 38     | 10     | 9      | 19     | 50     | 58     | -8   |

### Andamento in campionato
| Giornata  | 1 | 2  | 3  | 4 | 5  | 6 | 7 | 8 | 9 | 10 | 11 | 12 | 13 | 14 | 15 | 16 | 17 | 18 | 19 | 20 | 21 | 22 | 23 | 24 | 25 | 26 | 27 | 28 | 29 | 30 | 31 | 32 | 33 | 34 | 35 | 36 | 37 | 38 |
| --------- | - | -- | -- | - | -- | - | - | - | - | -- | -- | -- | -- | -- | -- | -- | -- | -- | -- | -- | -- | -- | -- | -- | -- | -- | -- | -- | -- | -- | -- | -- | -- | -- | -- | -- | -- | -- |
| Luogo     | T | C  | T  | C | T  |   |   |   |   |    |    |    |    |    |    |    |    |    |    |    |    |    |    |    |    |    |    |    |    |    |    |    |    |    |    |    |    |    |
| Risultato | V | P  | P  | V | P  |   |   |   |   |    |    |    |    |    |    |    |    |    |    |    |    |    |    |    |    |    |    |    |    |    |    |    |    |    |    |    |    |    |
| Posizione | 4 | 11 | 12 | 8 | 12 |   |   |   |   |    |    |    |    |    |    |    |    |    |    |    |    |    |    |    |    |    |    |    |    |    |    |    |    |    |    |    |    |    |

Legenda:

Luogo: C = Casa; T = Trasferta. Risultato: V = Vittoria; N = Pareggio; P = Sconfitta.

### Statistiche dei giocatori
Tra parentesi le autoreti.
| Giocatore      | Serie C  | Serie C | Serie C     | Serie C    | Coppa Italia Serie C | Coppa Italia Serie C | Coppa Italia Serie C | Coppa Italia Serie C | Totale   | Totale | Totale      | Totale     |
| Giocatore      | Presenze | Reti    | Ammonizioni | Espulsioni | Presenze             | Reti                 | Ammonizioni          | Espulsioni           | Presenze | Reti   | Ammonizioni | Espulsioni |
| -------------- | -------- | ------- | ----------- | ---------- | -------------------- | -------------------- | -------------------- | -------------------- | -------- | ------ | ----------- | ---------- |
| M. Ruzittu     | 5        | -11     | 1           | 0          | 1                    | -2                   | 0                    | 0                    | 6        | -13    | 1           | 0          |
| F. Cancelli    | 0        | 0       | 0           | 0          | 1                    | -3                   | 0                    | 0                    | 1        | -3     | 0           | 0          |
| A. Peana       | 5        | 0       | 2           | 0          | 1                    | 0                    | 0                    | 0                    | 6        | 0      | 2           | 0          |
| C. Arboleda    | 4        | 0       | 0           | 0          | 0                    | 0                    | 0                    | 0                    | 4        | 0      | 0           | 0          |
| A. Maestrelli  | 0        | 0       | 0           | 0          | 2                    | 0                    | 1                    | 0                    | 2        | 0      | 1           | 0          |
| D. Piroli      | 5        | 0       | 2           | 0          | 1                    | 0                    | 0                    | 0                    | 6        | 0      | 2           | 0          |
| L. Ranucci     | 1        | 0       | 0           | 0          | 1                    | 0                    | 0                    | 0                    | 2        | 0      | 0           | 0          |
| S. Sbardella   | 5        | 1       | 1           | 0          | 2                    | 0                    | 0                    | 0                    | 7        | 1      | 1           | 0          |
| M. Russu       | 1        | 0       | 0           | 0          | 0                    | 0                    | 0                    | 0                    | 1        | 0      | 0           | 0          |
| G. Gargiulo    | 0        | 0       | 0           | 0          | 1                    | 0                    | 1                    | 0                    | 1        | 0      | 1           | 0          |
| M. Aiana       | 1        | 0       | 0           | 0          | 1                    | 0                    | 0                    | 0                    | 2        | 0      | 0           | 0          |
| D. Bonacquisti | 5        | 0       | 0           | 0          | 2                    | 0                    | 1                    | 0                    | 7        | 0      | 1           | 0          |
| R. Casini      | 5        | 0       | 1           | 0          | 2                    | 0                    | 0                    | 0                    | 7        | 0      | 1           | 0          |
| L. La Rosa     | 2        | 0       | 1           | 0          | 2                    | 0                    | 0                    | 0                    | 4        | 0      | 1           | 0          |
| G. Lisai       | 4        | 1       | 0           | 0          | 1                    | 1                    | 0                    | 0                    | 5        | 2      | 0           | 0          |
| G. Nuvoli      | 5        | 0       | 0           | 0          | 2                    | 0                    | 0                    | 0                    | 7        | 0      | 0           | 0          |
| M. Taufer      | 0        | 0       | 0           | 0          | 2                    | 0                    | 0                    | 0                    | 2        | 0      | 0           | 0          |
| M. Bertoldi    | 4        | 0       | 0           | 0          | 0                    | 0                    | 0                    | 0                    | 4        | 0      | 0           | 0          |
| A. Ferrara     | 0        | 0       | 0           | 0          | 1                    | 0                    | 0                    | 0                    | 1        | 0      | 0           | 0          |
| A. Sanna       | 5        | 3       | 0           | 0          | 2                    | 0                    | 0                    | 0                    | 7        | 3      | 0           | 0          |
| M. Vano        | 4        | 1       | 0           | 0          | 2                    | 0                    | 1                    | 0                    | 6        | 1      | 1           | 0          |
| A. Curcio      | 5        | 3       | 0           | 0          | 0                    | 0                    | 0                    | 0                    | 5        | 3      | 0           | 0          |